# 福島市児童公園
福島市児童公園（ふくしましじどうこうえん）は、福島県福島市桜木町にある児童遊園である。

## 概要
1956年9月に開設された施設であり、総面積は約0.78ヘクタール。周辺は閑静な住宅街となっている地域に所在する。児童公園という名称がついているが、他の市管理公園のように福島市役所公園緑地課や福島市スポーツ振興公社の管轄ではなく、こども政策課の管轄であり、児童厚生施設としての役割を担っている小遊園地である。
隣接して福島市児童文化センターがあり、プラネタリウムや各種実習室が整備されていたが、設備老朽化のため2005年にJR福島駅近くに建設されたこむこむへと移転された。その後施設は2011年3月11日に発生した東日本大震災に伴う福島第一原子力発電所事故を受け、市民が持参した食品などの放射線量の測定ができる福島市放射線モニタリングセンターとして利用されている。

## 設備
- 大型遊具（1回100円）
  - わくわくトレイン（定員20人。4人乗り客車×5両）
  - ももりんジェット（定員24人、4人乗り×6台）
  - ティーカップ（定員48人、4人乗りかっぷ×12個）
  - へリサイクル（定員2人×7台）
  - メリードッグ（定員20人、2人×10列）
- 中・小型遊具
  - 1人乗り遊具×9台（1回50円）、×5台（1回30円）
  - 豆自動車（定員1人）×11台（1回50円）
- 無料遊具
  - 複合遊具
  - ムービング遊具×2機
  - すべり台
- 管理事務所（事務室、トイレ、授乳室、多目的室、休憩スペース）
- 駐車場（24台）
- 蒸気機関車（C57蒸気機関車46号機静態保存車）…旧児童文化センター敷地内、児童公園との境界付近に設置されている。
- 巨大壁画
  - 旧児童文化センターの壁面に描かれている。高さ約19m、幅約17m。福島市に本社を持つ業務用酒卸売業の追分と長年取引のあるフランスのワイン製造業、ラブレロワ社の副社長が子どもたちに贈り物をしたいと企画、巨大壁画で名のある若手アーティスト兄弟のバーディキッズに制作を依頼した。2016年9月23日に完成披露式が行われた。[3]

## 営業時間・営業期間
- 定休日…12月31日、1月1日、毎週火曜日（夏休みなどを除く）
- 営業時間…9時30分～16時（4～10月は9時30分～16時30分）

## 周辺
- 福島市役所
- 福島競馬場
- 福島市立福島第三小学校
- 福島市中央市民プール
- 三本木橋

## アクセス
- 福島駅東口バス乗り場より福島交通路線バス、月の輪台団地など国道4号を経由し北上する路線に乗車、市役所入口停留所下車徒歩5分。